# Українці в Ірландії
Українці в Ірландії — особи з українським громадянством, національністю або походженням, які проживають на території Ірландії.

## Асоціація українців в Республіці Ірландія (АУРІ)
1 липня 2008 у м. Дублін, Ірландія, зареєстровано громадську організацію — «Асоціацію українців в Республіці Ірландія» (АУРІ). Асоціація є юридичною особою (реєстраційний номер № 459369, 01.07.2008) і має статус благодійної організації (CHY18402). Президент АУРІ – Микола Круцик.
Асоціація українців в Республіці Ірландії (АУРІ) є найбільшим представницьким органом громадян України й осіб українського походження в Ірландії. АУРІ існує для об'єднання, підтримки та просування інтересів української громади перед народом і урядом Ірландії та України. Асоціація об'єднує українців, визначає і вирішує освітні та культурні потреби українців в Ірландії, сприяє зв'язку з Україною, і розвиває соціально-культурну інтеграцію в ірландському суспільстві.
Асоціація активно підтримує зв’язки зі Світовим Конгресом Українців (СКУ), Світовим Конгресом Українських Молодіжних Організацій (СКУМО), Українською Всесвітньою Координаційною Радою (УВКР), та Європейським Конґресом Українців (ЄКУ).
Пріоритетом асоціації є створення і підтримання українських шкіл в Ірландії, з метою збереження і розвитку української мови та культури, а також створення українського середовища для дітей з українським корінням або українським походженням. На освітньому напрямку на базі «АУРІ» організовано «Рідну школу» у Дубліні, суботній навчальний заклад з вивчення української мови, літератури, історії та культури, а також суботню українську школу у м. Уотерфорд. З метою використання можливості здобуття загальної середньої освіти українського зразка, планується започаткування співпраці з Міжнародною українською школою, яка створена для громадян України, батьки яких тимчасово перебувають за кордоном.
Асоціація насамперед ставить за мету підтримувати навчальні, культурні та соціальні потреби українців, що проживають в Ірландії, об'єднуючи та заохочуючи їх до участі у своїй діяльності, соціальних та культурних заходах. 
Члени асоціації енергійно працюють над організацією культурно-масових заходів для української громади, що проживає в Ірландії, і для всіх, хто зацікавлений в Україні та її культурній спадщині.

## Релігія
В Дубліні діє Українська греко-католицька церква Священномученика Миколая Чудотворця.